# North Kansas City
North Kansas City ist eine City im Clay County im US-Bundesstaat Missouri und Bestandteil der Metropolregion Kansas City. Das U.S. Census Bureau hat bei der Volkszählung 2020 eine Einwohnerzahl von 4467 ermittelt.
North Kansas City liegt nur durch eine Schleife des Missouri von Kansas City getrennt direkt nördlich der Metropole. Die wichtigste Straßenverbindung über den Fluss ist die Christopher S. Bond Bridge, welche 2010 die Paseo Bridge aus den 1950er Jahren ersetzte.
Im Ort befindet sich der Sitz vom Medizintechnikunternehmen Cerner Corporation sowie das Armour Theatre Building, welches im National Register of Historic Places verzeichnet ist.

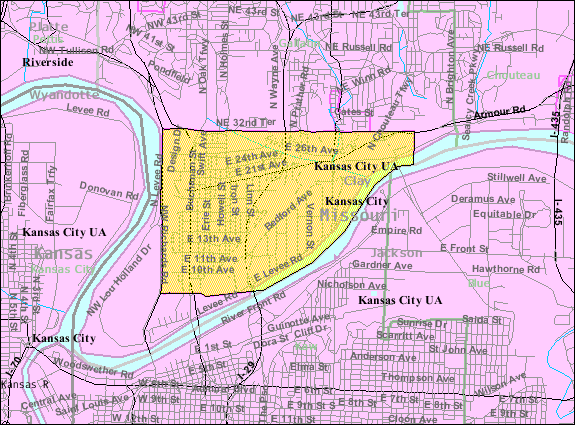
North Kansas City oberhalb von Kansas City (Missouri) am nördlichen Ufer des Missouri River, links im Westen liegt Kansas City (Kansas)